# (19119) Dimpna
(19119) Dimpna (1981 SG3) – planetoida z grupy pasa głównego asteroid okrążająca Słońce w ciągu 3,76 lat w średniej odległości 2,42 j.a. Odkryta 27 września 1981 roku.